# Tres Hombres
《Tres Hombres》는 미국의 록 밴드 ZZ 탑의 세 번째 스튜디오 음반이다. 이 음반은 1973년 7월 26일, 런던 레코드에 의해 처음 발매되었으며, 이 밴드가 엔지니어 테리 매닝과 함께 작업한 첫 번째 음반이다. 스페인어로 "Three Men"을 뜻하는 《Tres Hombres》는 이 밴드의 상업적 돌파구였기 때문에 성공적인 조합이었다. 미국에서는 싱글 〈La Grange〉가 빌보드 핫 100에서 41위에 오르는 동안 음반이 톱 10에 진입했다.

## 배경 및 발매
프런트맨 빌리 기본스는 이 음반에 대해 다음과 같이 말했다.
우리는 뭔가 특별한 것이 있다는 것을 알 수 있었습니다. 그 기록은 우리에게 전환점이 되었습니다. 성공적이었던 것은 벽에 글씨체였습니다. 그 때부터 우리는 멤피스의 명예 시민이 되었기 때문입니다.
1980년대 중반 ZZ 탑의 성공이 한창일 때 디지털 리믹스 버전의 레코딩이 CD로 발매되었고 원본 1973 믹스는 더 이상 발행되지 않았다. 리믹스 버전은 악기의 소리, 특히 드럼의 소리를 크게 변화시켰기 때문에 팬들 사이에서 논란을 일으켰다. 리믹스 버전은 모든 초기 CD 복사본에서 사용되었으며 20년 이상 동안 사용할 수 있는 유일한 버전이었다. 2006년 2월 28일, 리마스터되고 확장판 음반이 발매되었으며, 이 음반은 3개의 보너스 라이브 트랙을 포함하고 있다. 2006년판은 매닝의 1973년 오리지널 믹스를 사용한 최초의 CD 버전이다. 아이튠즈와 같은 디지털 플랫폼의 후속 발매에서도 오리지널 믹스를 사용했다.

## 평가
| 전문가 평가                   | 전문가 평가 |
| 평가 점수                     | 평가 점수   |
| 출처                          | 점수        |
| ----------------------------- | ----------- |
| AllMusic                      | [ 2 ]       |
| Pitchfork                     | 9.0/10      |
| The Rolling Stone Album Guide | [ 4 ]       |
| The Daily Vault               | B+          |
| Encyclopedia of Popular Music | [ 6 ]       |

이 음반은 1973년 7월, 미온적인 반응으로 발매되었다. 1973년 9월, 《롤링 스톤》에 대한 리뷰에서 스티브 애플은 "서던 로큰롤 사운드"가 인기를 얻고 있는 동안 ZZ 탑 자체는 "대부분의 흰색 로커에 비해 유리하다"고 생각했지만, "서던 록 밴드"가 "유능한 여러 밴드들 중 하나"라고 생각했다. 애플은 ZZ 탑이 "삼인조 밴드 중 가장 훌륭한 밴드만이 요리할 수 있는 역동적인 리듬을 가지고 있다"고 생각했다.

## 곡 목록
| #  | 제목                             | 작사·작곡                 | 재생 시간 |
| -- | -------------------------------- | ------------------------- | --------- |
| 1. | 〈Waitin’ for the Bus〉          | 빌리 기본스, 더스티 힐    | 2:59      |
| 2. | 〈Jesus Just Left Chicago〉      | 기본스, 힐, 프랭크 비어드 | 3:30      |
| 3. | 〈Beer Drinkers & Hell Raisers〉 | 기본스, 힐, 비어드        | 3:23      |
| 4. | 〈Master of Sparks〉             | 기본스                    | 3:33      |
| 5. | 〈Hot, Blue and Righteous〉      | 기본스                    | 3:14      |

| #  | 제목                         | 작사·작곡          | 재생 시간 |
| -- | ---------------------------- | ------------------ | --------- |
| 1. | 〈Move Me on Down the Line〉 | 기본스, 힐         | 2:32      |
| 2. | 〈Precious and Grace〉       | 기본스, 힐, 비어드 | 3:09      |
| 3. | 〈La Grange〉                | 기본스, 힐, 비어드 | 3:52      |
| 4. | 〈Sheik〉                    | 기본스, 힐         | 4:05      |
| 5. | 〈Have You Heard?〉          | 기본스, 힐         | 3:15      |

## 인증
| 국가                       | 인증 | 판매량/출하량 |
| -------------------------- | ---- | ------------- |
| 캐나다 (뮤직 캐나다)       | 골드 | 50,000^       |
| 미국 (RIAA)                | 골드 | 500,000^      |
| ^출하량을 기반으로 한 인증 |      |               |